# Городец (Житомирская область)
Городе́ц (укр. Городець) — село на Украине, основано в 1750 году, находится в Овручском районе Житомирской области.
Код КОАТУУ — 1824282101. Население по переписи 2001 года составляет 754 человека. Почтовый индекс — 11125. Телефонный код — 4148. Занимает площадь 2,757 км².

## Адрес местного совета
11125, Житомирская область, Овручский р-н, с.Городец